# Instytucja szkoleniowa
Instytucja szkoleniowa – w myśl polskiej ustawy o rynku pracy i służbach zatrudnienia (do 31 maja 2025 r. ustawy o promocji zatrudnienia i instytucjach rynku pracy) publiczny i niepubliczny podmiot prowadzący na podstawie odrębnych przepisów edukację pozaszkolną.
Osoby prawne i fizyczne mogą zakładać szkoły i placówki niepubliczne po uzyskaniu wpisu do ewidencji prowadzonej przez jednostkę samorządu terytorialnego obowiązaną do prowadzenia odpowiedniego typu publicznych szkół i placówek.
Zarobkowe świadczenie usług przez te podmioty, również usług szkoleniowych, uznane zostało za działalność gospodarczą w myśl ustawy o swobodzie działalności gospodarczej. Usługi szkoleniowe nie zostały w ustawie zaliczone do tzw. działalności regulowanej, czyli takiej, której wykonywanie wymaga spełnienia szczegółowych warunków określonych specjalnymi przepisami prawa, nie wymaga się także dla ich prowadzenia koncesji, zezwolenia, licencji, dokonania zgłoszenia lub otrzymania zgody odpowiedniego organu.
Przedsiębiorca zamierzający prowadzić działalność szkoleniową, a który zgodnie z ustawą może być: osobą fizyczną lub prawną, spółką cywilną oraz jednostką organizacyjną nieposiadającą osobowości prawnej – w zależności od formy prawnej, spełnić powinien następujące warunki:
- osoba fizyczna – uzyskanie wpisu do Ewidencji Działalności Gospodarczej, prowadzonej przez organ ewidencyjny właściwy do miejsca zamieszkania (wójt, burmistrz, prezydent miasta);
- pozostałe podmioty – uzyskanie wpisu do rejestru przedsiębiorców, prowadzonego jako element Krajowego Rejestru Sądowego, przez sądy rejonowe (sądy gospodarcze).